# Лејнсвил (Индијана)
Лејнсвил (енгл. Lanesville) град је у америчкој савезној држави Индијана.

## Демографија
По попису из 2010. године број становника је 564, што је 50 (-8,1%) становника мање него 2000. године.
| Група             | 2000.       | 2010.       |
| Белци             | 602 (98,0%) | 550 (97,5%) |
| Афроамериканци    | 0 (0,0%)    | 2 (0,4%)    |
| Азијати           | 3 (0,5%)    | 1 (0,2%)    |
| Хиспаноамериканци | 3 (0,5%)    | 5 (0,9%)    |
| Укупно            | 614         | 564         |